# Ali al-Masudi

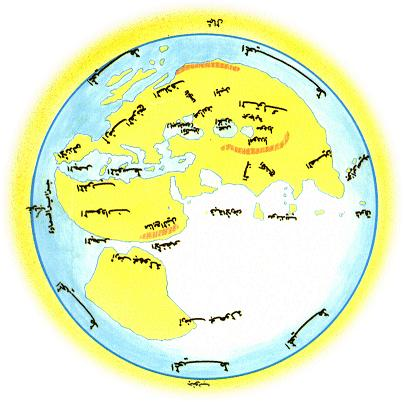
al-Masudis världskarta.

Abu al-Hasan Ali ibn al-Husayn al-Masudi (بو الحسن ، علي بن الحسين المسعودي) född cirka 896 i Bagdad, död i september 956 i Kairo, var en arabisk författare som levde under 900-talet. Han var känd som "arabernas Herodotos". Han var den förste araben som kombinerade historia och vetenskaplig geografi i stor skala.
Hans De gyllene ängarna är en bok som innehåller beskrivningar om hur nordmän uppträdde vid bland annat Volga.